# Cryptodépression

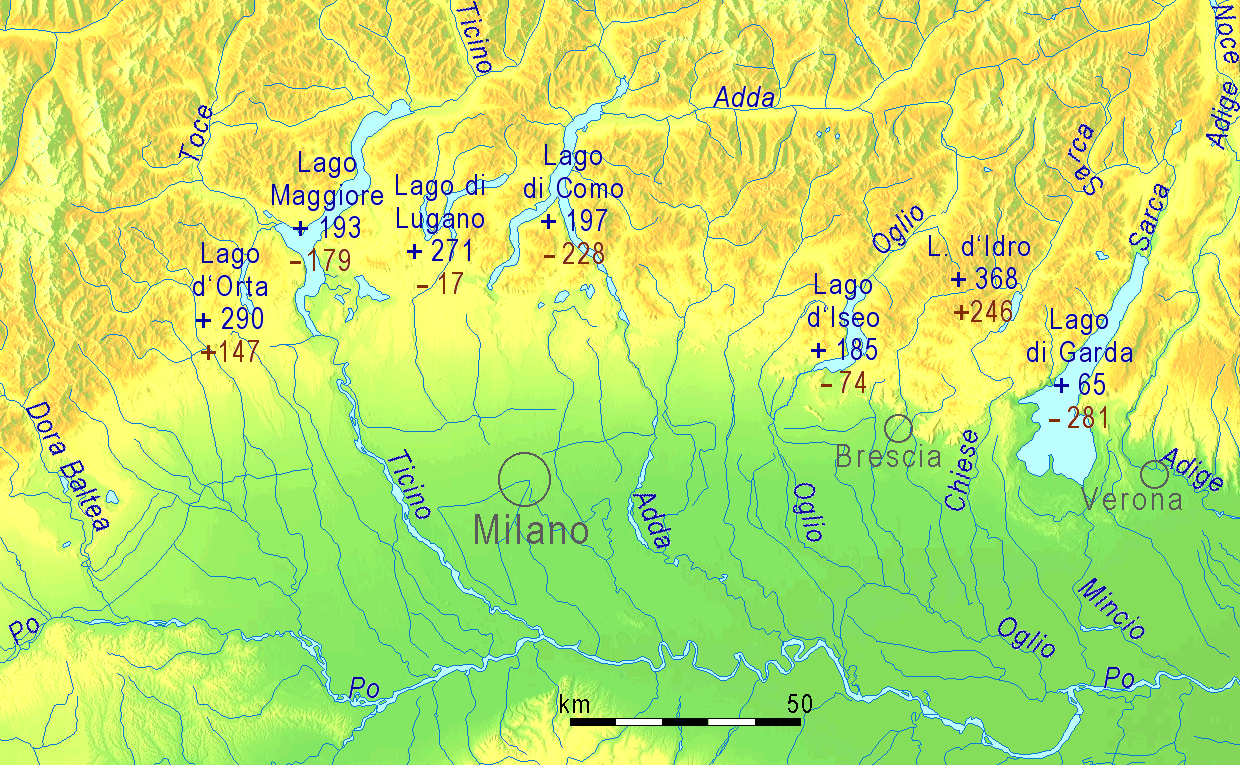
Lacs préalpins d'Italie du Nord classés par altitude. Les lacs Majeur, de Lugano, de Côme et de Garde sont des cryptodépressions.

Une cryptodépression est une dépression à la surface de la Terre qui se situe en dessous du niveau moyen de la mer et qui est remplie par un lac,. Le terme est dérivé du mot grec ancien κρύπτoς ("caché") et dépression.

## Description
Une cryptodépression est souvent le résultat d’une vallée de rift ou d’une glaciation. Ces lacs sont souvent longs et étroits. Le paysage environnant et la rive du lac peuvent être très escarpés.

## Exemples
Le lac O'Higgins possède une élévation à sa surface de 250 mètres et une profondeur maximale de 836 mètres, ce qui donne une cryptodépression de 586 mètres.
- Lacs glaciaires et lacs de barrage morainique: les principaux lacs préalpins d'Italie présentent des cryptodépressions créées par l'érosion. Dans d'autres régions des Alpes, ainsi que dans les lacs suisses, bavarois et autrichiens, on ne trouve pas de cryptodépressions en raison de leur altitude nettement plus élevée. Des lacs glaciaires créant des cryptodépressions sont également présents en Norvège, au Chili, en Argentine, à Terre-Neuve, en Nouvelle-Zélande et en Écosse. En Amérique du Nord, quatre des cinq Grands Lacs (sauf le lac Érié) et deux des lacs Finger de l'État de New York, le lac Cayuga et le lac Seneca, sont des exemples de cryptodépressions. Le lac Mälar, en Suède, a été créé par un processus différent; il était un bras de la mer Baltique à l'époque viking, avant d'être séparé de la mer par le rebond postglaciaire.
- Vallées du Rift: la cryptodépression la plus profonde connue sur Terre se trouve dans le lac Baïkal (–1200 m)[4]. D'autres exemples notables incluent le lac Tanganyika et le lac Malawi dans le rift est-africain.